# Арцано
Арца̀но (на италиански: Arzano) е град и община в Южна Италия, провинция Неапол, регион Кампания. Разположен е на 74 m надморска височина. Населението на общината е 34 903 души (към 2010 г.).